# Gervonta Davis
Gervonta Davis (* 7. November 1994 in Baltimore, Maryland) ist ein US-amerikanischer Profiboxer, ehemaliger Weltmeister der IBF und WBA im Superfedergewicht, sowie aktueller Weltmeister der WBA im Leichtgewicht, Superfedergewicht und Halbweltergewicht.
Er steht bei Mayweather Promotions unter Vertrag, wird von Al Haymon gemanagt und von Calvin Ford trainiert.

## Amateurkarriere
Davis erlernte das Boxen in frühen Kinderjahren im Upton Boxing Gym in Baltimore und begann im Alter von 14 Jahren mit Wettkämpfen. Er gewann einige Turniere und die National Golden Gloves 2012 im Bantamgewicht. insgesamt gewann er 206 von 221 Kämpfen.

## Profikarriere
Sein Profidebüt gab er am 22. Februar 2013 mit einem K.-o.-Sieg in der ersten Runde gegen Desi Williams. Er gewann bis zu seiner ersten WM-Chance 16 Aufbaukämpfe in den USA, davon 15 vorzeitig, 11 innerhalb von nur zwei Runden.
Am 14. Januar 2017 gewann er im Barclays Center von Brooklyn den IBF-Weltmeistertitel im Superfedergewicht durch einen vorzeitigen Sieg in der siebenten Runde gegen den ungeschlagenen José Pedraza aus Puerto Rico. Seine erste Titelverteidigung gewann er im Mai 2017 vorzeitig in der dritten Runde gegen den ebenfalls unbesiegten Briten Liam Walsh. Der Kampf fand im Olympiapark London statt. In seinem nächsten Kampf am 26. August 2017 in der T-Mobile Arena von Paradise, besiegte er den ebenso ungeschlagenen Francisco Fonseca aus Costa Rica durch K. o. in der achten Runde. Der IBF-Titel war Davis jedoch vor dem Kampf entzogen worden, da er das Gewichtslimit überschritten hatte.
Am 21. April 2018 schlug er im Barclays Center Jesús Cuellar beim Kampf um den WBA-Weltmeistertitel im Superfedergewicht durch TKO in der dritten Runde. Anschließend verteidigte er den Titel jeweils vorzeitig gegen Hugo Ruiz und Ricardo Nunez.
Seinen nächsten Kampf bestritt er am 28. Dezember 2019 um den WBA-Weltmeistertitel im Leichtgewicht gegen den Kubaner Yuriorkis Gamboa und siegte durch TKO in der zwölften Runde. Am 31. Oktober 2020 besiegte er Léo Santa Cruz durch K. o. in der sechsten Runde.
Am 26. Juni 2021 besiegte er den ungeschlagenen Mario Barrios (26-0) durch TKO in der elften Runde und wurde dadurch zusätzlich WBA-Weltmeister im Halbweltergewicht. Den WBA-Leichtgewichtstitel verteidigte er am 5. Dezember 2021 einstimmig gegen Isaac Cruz (22-1) und am 28. Mai 2022 durch TKO in der sechsten Runde gegen Rolando Romero (14-0).

## Privates
Am 24. Dezember 2023 konvertierte Davis zum Islam und nahm den Namen Abdul Wahid an.